# Christian Vande Velde
Christian Vande Velde (Lemont, 22 de mayo de 1976), también conocido como Christian Vandevelde, es un exciclista profesional estadounidense. 

## Trayectoria
El primer equipo en el que corrió fue el US Postal desde el año 1998 hasta el año 2003 momento en el que fichó por Liberty Seguros-Würth estando únicamente una temporada, después fichó por el Team CSC en 2005, hasta que en 2008 firmó con el Garmin, equipo en el cual se retiró a finales de 2013.
En 2008 consiguió una meritoria cuarta plaza en la general del Tour de Francia, estando entre los favoritos hasta las últimas etapas.
Fue uno de los 11 excompañeros de Lance Armstrong en el US Postal que testificaron ante la USADA (Agencia Antidopaje Estadounidense) en el caso contra el tejano. Vande Velde admitió haberse dopado para mejorar el rendimiento, por lo cual fue suspendido 6 meses a partir del 1 de septiembre de 2012 y fue descalificado de todos los resultados obtenidos desde el 4 de junio de 2004 hasta el 30 de abril de 2006.

## Palmarés
1999
- Redlands Bicycle Classic

2006
- Tour de Luxemburgo

2008
- Tour de Missouri, más 1 etapa
- 3.º en el Campeonato de Estados Unidos Contrarreloj
- 3.º en el UCI America Tour

2009
- 1 etapa de la París-Niza

2012
- USA Pro Cycling Challenge

## Resultados en Grandes Vueltas y Campeonatos del Mundo
| Carrera         | Carrera         | 1998 | 1999 | 2000 | 2001 | 2002 | 2003 | 2004 | 2005  | 2006 | 2007 | 2008  | 2009  | 2010 | 2011 | 2012 | 2013  |
| --------------- | --------------- | ---- | ---- | ---- | ---- | ---- | ---- | ---- | ----- | ---- | ---- | ----- | ----- | ---- | ---- | ---- | ----- |
|                 | Giro de Italia  | —    | —    | —    | —    | —    | —    | —    | 114.º | —    | —    | 52.º  | Ab.   | Ab.  | —    | 22.º | 110.º |
|                 | Tour de Francia | —    | 85.º | —    | Ab.  | —    | —    | 56.º | —     | 23.º | 25.º | '4.º' | '7.º' | Ab.  | 16.º | 60.º | Ab.   |
|                 | Vuelta a España | 90.º | —    | —    | —    | 25.º | —    | —    | 32.º  | —    | 39.º | —     | —     | 59.º | —    | —    | —     |
| Mundial en Ruta | Mundial en Ruta | Ab.  | —    | —    | —    | —    | —    | Ab.  | —     | 68.º | 36.º | —     | —     | 79.º | —    | —    | —     |

-: no participa

Ab.: abandono

## Equipos
- US Postal Service (1998-2003)
- Liberty Seguros-Würth (2004)
- Team CSC (2005-2007)
- Garmin (2008-2013)

Garmin-Chipotle presented by H30 (2008)
Garmin-Slipstream (2009)
Garmin-Transitions (2010)
Garmin-Cervélo (2011)
Garmin-Sharp (2012-2013)